# Piersonrellen

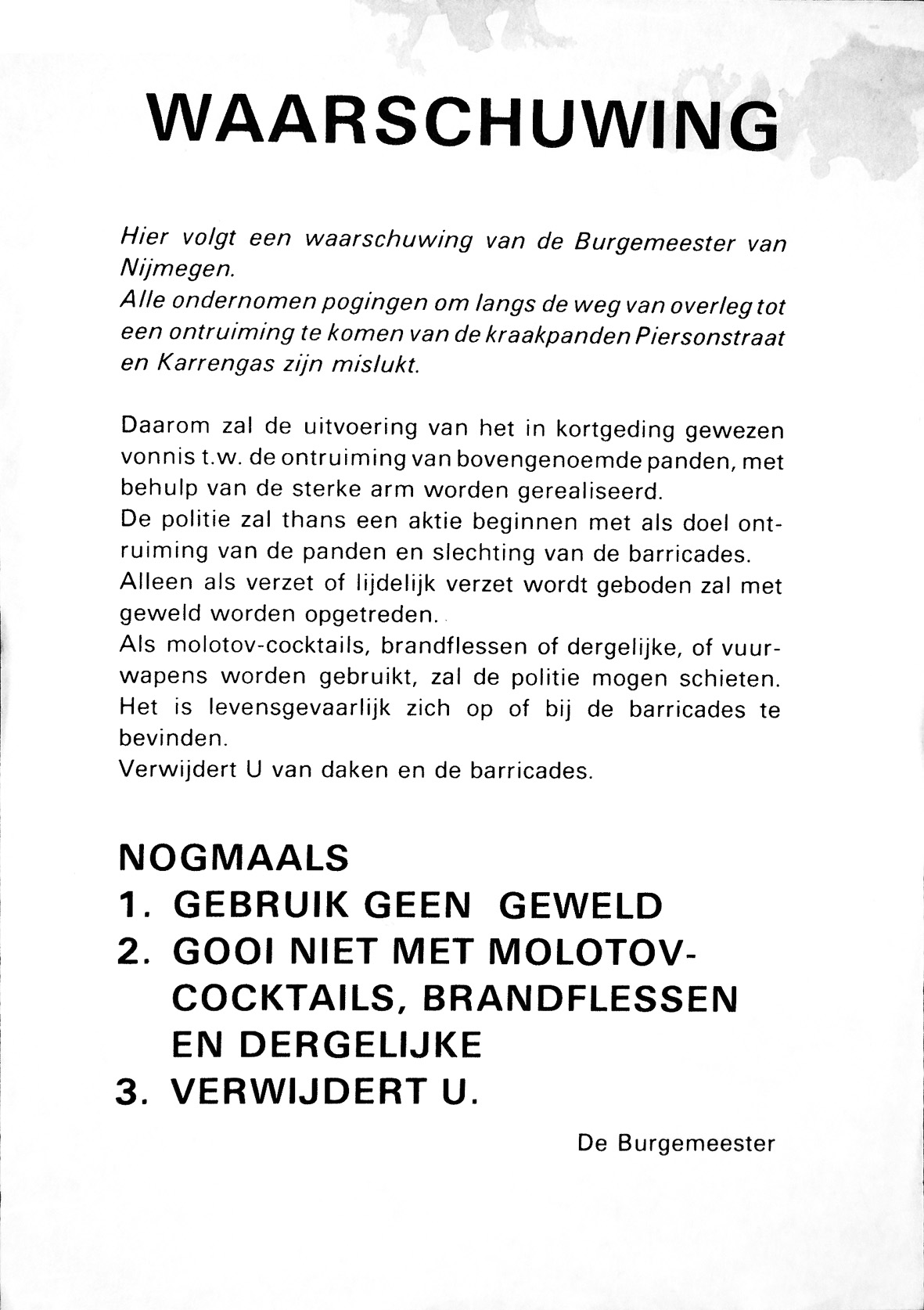
Door de overheid in de vroege ochtenduren van 23 februari 1981 vanuit de lucht verspreide waarschuwing

De Piersonrellen waren krakersrellen die in februari 1981 rondom de Piersonstraat in Nijmegen werden uitgevochten in het kader van de zogenoemde Zeigelhof-affaire. Deze gebeurtenissen behoren tot de hevigste krakersrellen van de jaren 1980.

## Verloop van de gebeurtenissen
De gemeenteraad van Nijmegen besloot medio jaren 1970 tot de bouw van een bovengrondse parkeergarage nabij het stadscentrum. Aanvankelijk zou de parkeergarage ondergronds worden gebouwd onder Plein 1944, maar daar was binnen de gemeenteraad geen meerderheid voor te vinden. Daarop werd de Zeigelhof, twee straten verder, uitgekozen. De geplande parkeergarage kreeg zo de naam Zeigelhof. 
Bewoners en andere belanghebbenden bleven zich echter geruime tijd verzetten tegen de voorgenomen bouw van deze parkeergarage. Zij voerden verschillende gerechtelijke procedures om de bouw te voorkomen, zonder doorslaggevend effect op de gemeentelijke besluitvorming.
Al in augustus 1980 werden veertien leegstaande panden en het pakhuis De Eenhoorn aan de Piersonstraat gekraakt. De krakers vonden hun legitimatie in de voor hen onaanvaardbare situatie dat met 18.000 woningzoekenden in de stad deze (potentiële) woonruimte zou moeten wijken voor een parkeergarage voor 200 auto's. Oplossing van de woningnood diende volgens hen voorrang te krijgen. In de nacht van 15 op 16 februari 1981 werden in anderhalf uur niet alleen de huizen gebarricadeerd, maar tevens de straten en het pleintje waar de gekraakte panden aan gelegen waren. De Piersonstraat kreeg de naam Vrijstaat de Eenhoorn en zij werd verdedigd door barricades met prikkeldraad, zand en meerdere auto's, waaronder een Citroën 2CV – die ondanks de waarschuwingen van de krakers niet verwijderd waren. Tevens was er een tankgracht gegraven om een eventuele ontruiming te bemoeilijken. 'Radio Rataplan' vervulde een centrale, regisserende rol bij de voorbereiding en de uitvoering van de acties.
Direct hierna ontstonden dagenlange ongeregeldheden tussen publiek, met name op rellen beluste jongeren, en krakers en hun sympathisanten achter de barricades. Over en weer werd met stenen en eieren gegooid. De politie beperkte zich tot uit elkaar houden van partijen omdat de Driehoek besloten had te wachten met optreden tot de uitspraak in kort geding over eventuele ontruiming van de panden. Op vrijdag 20 februari vonniste de rechter tot ontruiming. Hierop ging de politie op 23 februari 1981 in de vroege ochtend tot ontruiming over. Hiertoe moest eerst een zitblokkade van honderden geweldloze sympathisanten bij de Bloemerstraat worden weggenomen – dit geschiedde met vrij veel geweld door de bijstand verlenende  Koninklijke Marechaussee. Bij twee andere blokkades, op de Piersonstraat en de Karrengas, werd traangas gebruikt om de menigte te verdrijven. Met behulp van drie Leopard-bergingsvoertuigen, een helikopter, drie pantservoertuigen M113 (met scherpschutters van de Rijkspolitie, ter bescherming van de  Leopards tegen molotovcocktails),  traangas en circa 1500 man politie en marechaussee in meer dan 100 ME busjes, werden de barricades geslecht en krakers uit de door hen bezette panden verwijderd. Laat in de middag kwam het nog tot gevechten met de ME in de Indische Buurt en bij het NS station; met behulp van twee waterkanonnen en een honderdtal ME'ers zijn stenen gooiende demonstranten verdreven uit de Javastraat en Pontanusstraat.
Op de avond van de ontruiming werd in het centrum van Nijmegen een grote demonstratie gehouden tegen de handelwijze van het gemeentebestuur en de politie. Gedurende een week erna werd er nog elke avond een protesttocht gehouden.

## Nasleep
Na de rellen stond de positie van burgemeester Hermsen enige tijd ter discussie. Gesteld werd dat het optreden van politie en militairen, dat onder zijn verantwoordelijkheid plaatsvond, buiten proportie zou zijn geweest. De Zeigelhof-parkeergarage is uiteindelijk nooit gebouwd.
Na de Piersonrellen zijn er op verschillende plekken in Nijmegen-Centrum graffititekeningen gemaakt met gewapende ME'ers, die nog lange tijd stille getuigen van de rellen waren. Anno 2014 was er daar nog een van over. De Canon van Nijmegen heeft de afbeelding gebruikt als symbool voor het 47e venster: Het rode Nijmegen – Rebellie en tegencultuur circa 1960-1985. In 1988 en 2020 werden kunstwerken ter herinnering aan de rellen onthuld.

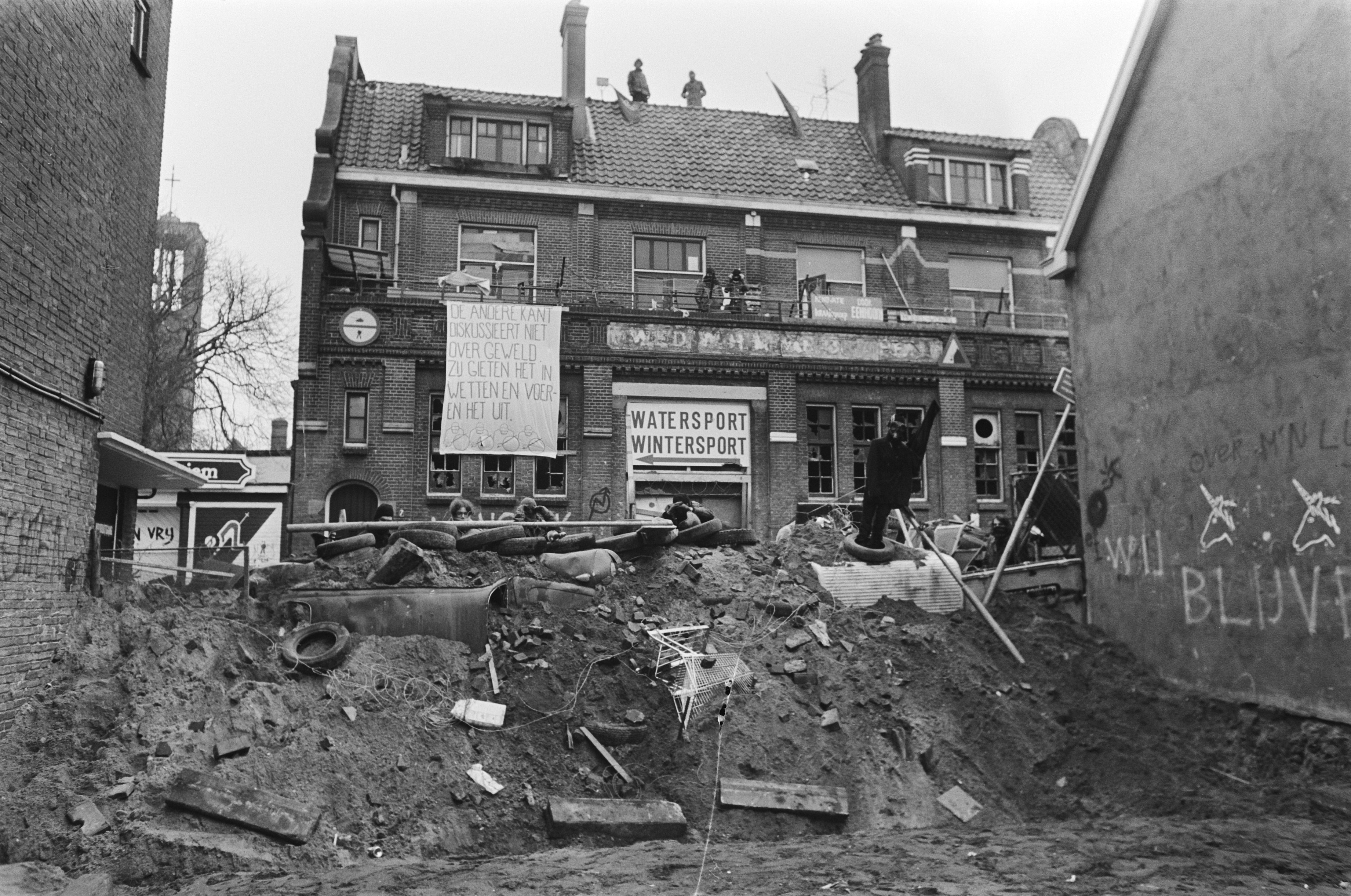
Barricade bij het gekraakte complex van 14 woningen
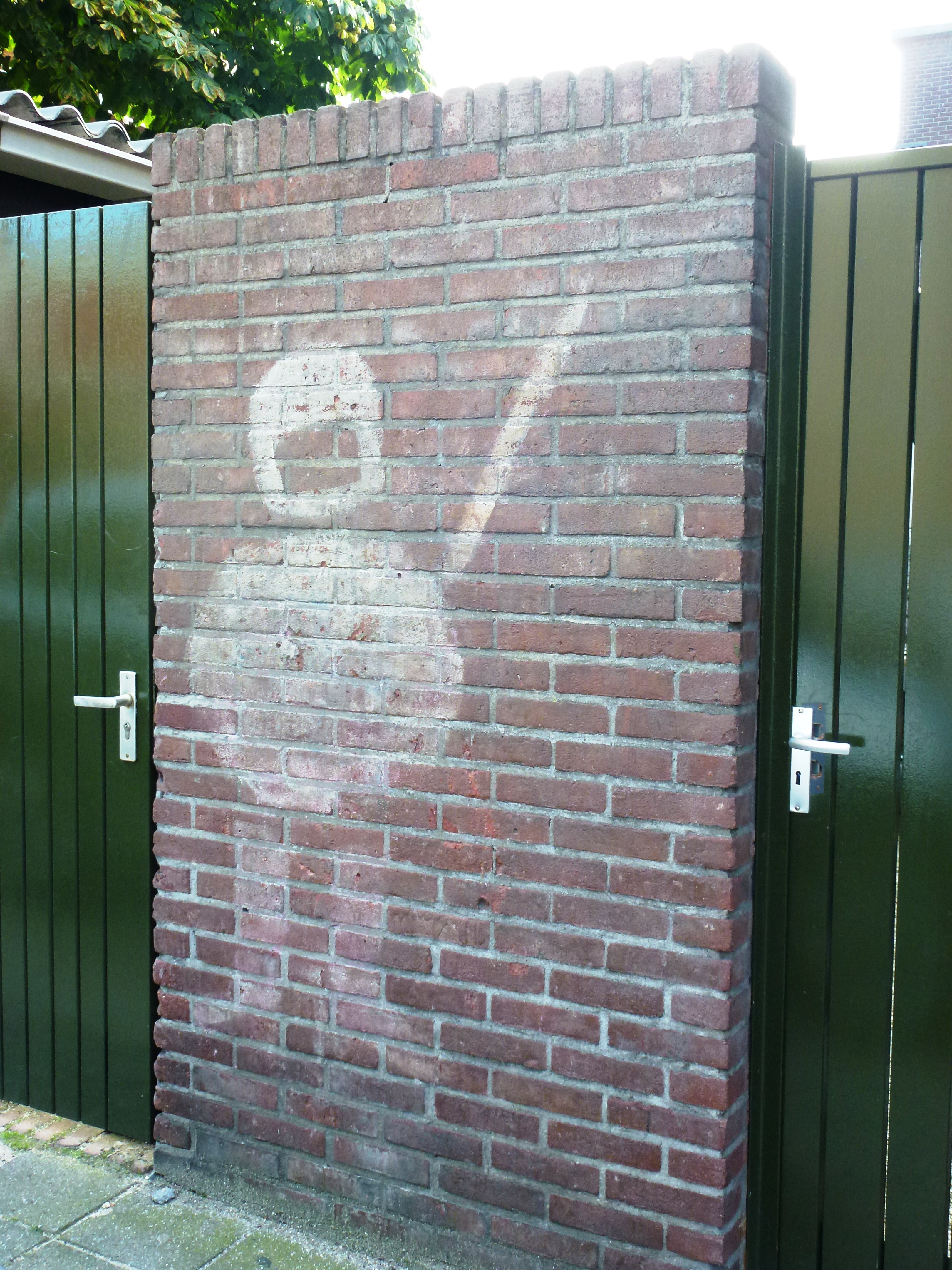
Graffiti van een ME-agent bij de Piersonstraat
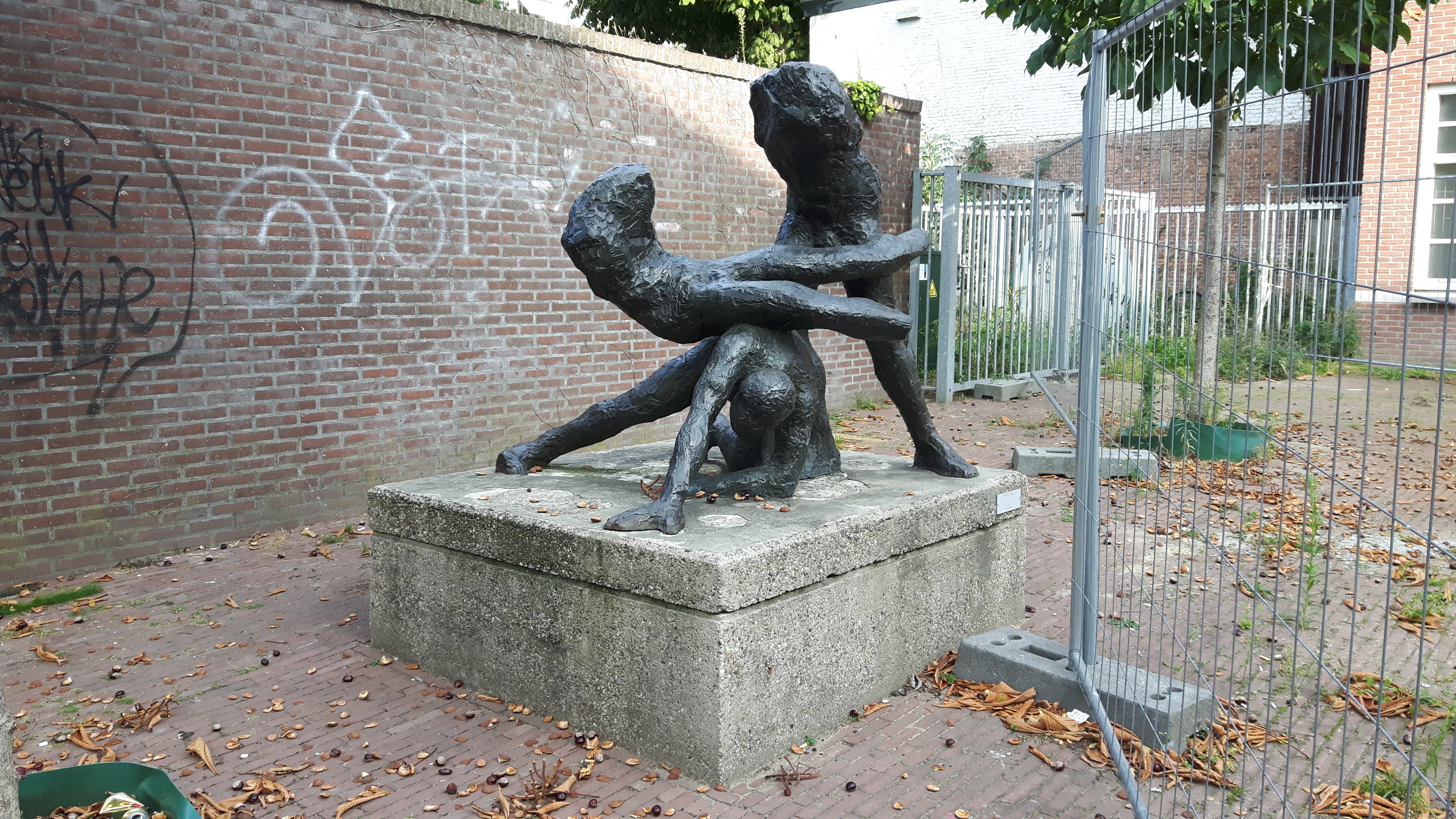
Kunstwerk van Ronald Tolman uit 1988 aan het Karrengas
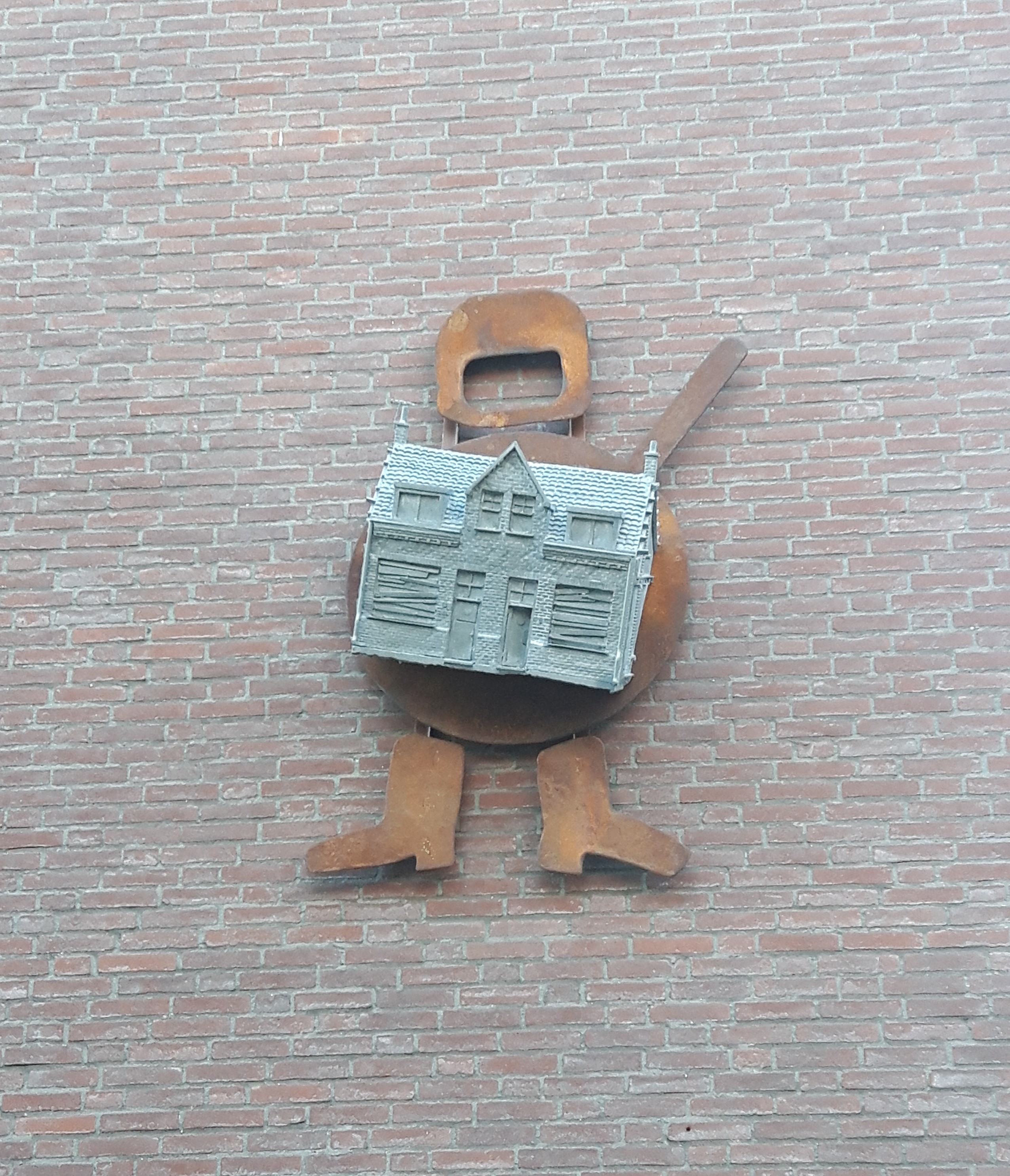
Kunstwerk van Niels van Bunningen uit 2020 aan de Piersonstraat